# Banque des Îles Saint-Pierre-et-Miquelon
La Banque des Îles Saint-Pierre-et-Miquelon, puis la Banque de Saint-Pierre-et-Miquelon (BDSPM), était une banque d'émission de l'archipel de Saint-Pierre-et-Miquelon. Créée en 1889, elle a perdu son rôle monétaire à la fin des années 1910 et est devenue en 2015 une filiale à 100 % de la Caisse d'Épargne Provence Alpes Corse (CEPAC). 
À Saint-Pierre, l'agence de la CEPAC est située au 24, rue du 11 Novembre et ne doit pas être confondue avec l'agence Caisse d'Épargne Île-de-France (CEIDF) du 9, rue Émile Sasco, présente dans l'archipel depuis 1874.

## Historique

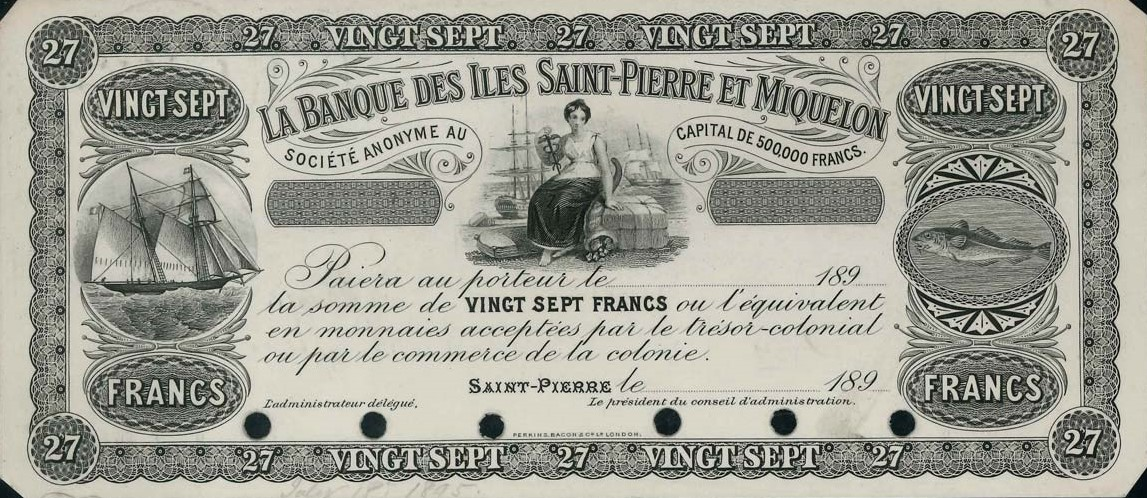
Billet de banque de la Banque des Îles Saint-Pierre-et-Miquelon, datant de 1897.

Contrairement à ses homologues plus anciennes de Guadeloupe, de Guyane française, de Martinique, de la Réunion ou du Sénégal, la Banque des Îles Saint-Pierre-et-Miquelon est née d'une initiative du secteur privé plutôt que d'un projet gouvernemental. Elle a été fondée en 1889 par Saint-Martin Légasse de la famille Légasse d'origine basque française.
En juin 2009, la Banque des Îles Saint-Pierre-et-Miquelon fusionne avec le Crédit Saint-Pierrais. À cette occasion, elle se renomme « Banque de Saint-Pierre-et-Miquelon » (BDSPM).
En 2015, la Banque de Saint-Pierre-et-Miquelon a été reprise par la Caisse d'Épargne Provence-Alpes-Corse (CEPAC), entité du groupe BPCE basée à Marseille. La CEPAC a absorbé totalement la BDSPM en 2016, en même temps que les anciennes Banque des Antilles Françaises et Banque de la Réunion,.